# Harry Winston
Harry Winston (рус. Гарри Уинстон) — американский производитель ювелирных украшений и наручных часов класса люкс.
Основатель компании, Гарри Уинстон, стал первым ювелиром Нового Света, покорившим Европу безупречными бриллиантами и филигранной техникой ювелирного исполнения.

## История

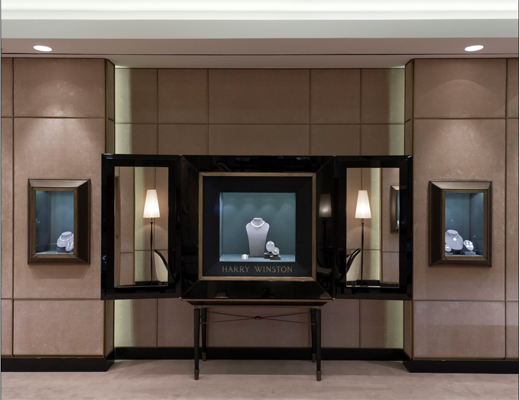
салон Harry Winston в Москве

История компании началась в 1890 году, когда Джекоб Уинстон открыл свой первый магазин, располагавшийся на Манхэттэне. Спустя шесть лет у него родился сын — Гарри — который с детства начал проявлять страстный интерес к ювелирному мастерству. Однажды, когда они с отцом зашли в ломбард, он разглядел в куче полудрагоценных камней великолепный изумруд[значимость факта?]. В 1910 году Уинстоны переезжают в Лос-Анджелес.
Свою первую компанию — Premier Diamond Company — Гарри Уинстон основал в 1920 году. Спустя пять лет он, потратив миллион долларов, приобретает коллекцию драгоценностей Ребеки Дарлингтон Стоддард, а ещё спустя год платит два миллиона за коллекцию Арабеллы Хантингтон. В 1930 году Гарри Уинстон приобретает алмаз изумрудной огранки весом 39 карат — это был самый крупный камень из всех, что появлялись до того момента на рынке Штатов.
В 1932 году в Рокфеллеровском центре появляется новая компания Harry Winston, быстро ставшая одним из наиболее престижных в своей области предприятий. 
В 1946 году Гарри Уинстон приобретает алмаз, история которого началась во времена Элеоноры Аквитанской — Индийский бриолет. Этим он не ограничивается, выкупая в последующие годы не менее уникальные по весу и красоте камни — алмазы Hope и Portuguese, а также изумруды Наванагарского магараджи. Спустя год Уинстон впервые представляет свои драгоценности — на церемонии вручения премии «Оскар» Кэтрин Хепберн присутствует в ставшем знаменитым «колье Инквизиции».
С 1949 по 1953 год Harry Winston организует первую в мире передвижную выставку редких драгоценных камней, все доходы от которой будут распределены между благотворительными организациями.
В 1955 году Harry Winston обозначает своё присутствие в Европе, открыв бутики в Женеве и Париже.
Спустя 11 лет, в 1966 году, Harry Winston приобретает негранёный алмаз, вес которого составлял 241 карат. Из него ювелиры компании создали алмаз с огранкой «капелька» — вес 61,42 карата. Этот драгоценный камень впоследствии приобрёл Ричард Бартон для своей жены — Элизабет Тейлор. Сейчас камень известен как алмаз Тейлор-Бартон.
В 1972 году Harry Winston приобретает алмаз «Сьерра-Леоне» весом 970 карат — это третий по величине алмаз в мире. Спустя год алмаз был распилен на 17 камней — эта операция транслировалась по телевидению. Это принесло Гарри Уинстону широкую известность — государство Сьерра-Леоне выпустило марку с его именем. Это событие является уникальным в своём роде — Уинстон стал единственным в мире ювелиром, чья фотография была увековечена на почтовой марке.
В 2014—2017 годах в России происходили освещавшиеся в прессе скандальные события вокруг большой партии часов под маркой Harry Winston, подпольную торговлю которыми в России развернул крупнейший в стране серый продавец luxury-товаров Сергей Сафоничев, известный в определённых кругах как Сафон. После череды следственных действий и судебных рассмотрений арбитражная инстанция нарушений не обнаружила и вернула партию часов Harry Winston владельцу.